# Torneo de Gstaad
El Torneo de Gstaad (denominado también EFG Swiss Open Gstaad) es un torneo oficial de tenis masculino, celebrado cada año en el mes de julio desde 1915 sobre tierra batida al aire libre en la localidad de Gstaad, Berna, Suiza.
Este torneo forma parte del ATP Tour 250. Los jugadores que más veces lo han ganado son los españoles Sergi Bruguera y Àlex Corretja, en 3 ocasiones cada uno. Tom Okker ostenta el récord de haber llegado a 4 finales consecutivas, aunque perdió en todas ellas.

## Historia
El Swiss International Championships se fundó en 1897 y se celebró en el Grasshopper Club de Zúrich, bajo los auspicios de la Asociación Suiza de Tenis sobre Césped. En 1898, la Asociación Suiza de Tenis sobre Césped organizó el evento en Château-d'Œx. En 1899, se añadió al calendario un torneo individual femenino abierto, cuando la sede aún estaba en Sankt Moritz. Posteriormente, se celebró en varias sedes a lo largo de su existencia, incluyendo Gstaad. La primera edición del Torneo Internacional de Gstaad se disputó en 1915 en el Hotel Gstaad Palace, entonces conocido como Royal Hotel, Winter & Gstaad Palace, y se organizó en colaboración con el Lawn Tennis Club (LTC) de Gstaad. El primer evento se disputó en tierra batida y fue ganado por Victor de Coubasch.
Gstaad se encuentra a 1050 metros (3450 pies) sobre el nivel del mar. Es la sede más alta de los torneos del ATP Tour en Europa, aunque a menor altitud que el Torneo de Ecuador y el antiguo Torneo de Bogotá, ambos celebrados en los Andes.

## Palmarés

### Individual masculino
| Año  | Campeón                                  | Subcampeón                               | Resultado                                |
| ---- | ---------------------------------------- | ---------------------------------------- | ---------------------------------------- |
| 1968 | Cliff Drysdale                           | Tom Okker                                | 6-3, 6-3, 6-0                            |
| 1969 | Roy Emerson                              | Tom Okker                                | 6-1, 12-14, 6-4, 6-4                     |
| 1970 | Tony Roche                               | Tom Okker                                | 7-5, 7-5, 6-3                            |
| 1971 | John Newcombe                            | Tom Okker                                | 6-2, 5-7, 1-6, 7-5, 6-3                  |
| 1972 | Andrés Gimeno                            | Adriano Panatta                          | 7-5, 9-8, 6-4                            |
| 1973 | Ilie Năstase                             | Roy Emerson                              | 6-4, 6-3, 6-3                            |
| 1974 | Guillermo Vilas                          | Manuel Orantes                           | 6-1, 6-2                                 |
| 1975 | Ken Rosewall                             | Karl Meiler                              | 6-4, 6-4, 6-3                            |
| 1976 | Raúl Ramírez                             | Adriano Panatta                          | 7-5, 6-7, 6-1, 6-3                       |
| 1977 | Jeff Borowiak                            | Jean-Franco Caujolle                     | 2-6, 6-1, 6-3                            |
| 1978 | Guillermo Vilas                          | José Luis Clerc                          | 6-3, 7-6, 6-4                            |
| 1979 | Ulrich Pinner                            | Peter McNamara                           | 6-2, 6-4, 7-5                            |
| 1980 | Heinz Gunthardt                          | Kim Warwick                              | 4-6, 6-4, 7-6                            |
| 1981 | Wojtek Fibak                             | Yannick Noah                             | 6-1, 7-6                                 |
| 1982 | José Luis Clerc                          | Guillermo Vilas                          | 6-1, 6-3, 6-2                            |
| 1983 | Sandy Mayer                              | Tomáš Šmíd                               | 6-0, 6-3, 6-2                            |
| 1984 | Joakim Nystrom                           | Brian Teacher                            | 6-4, 6-2                                 |
| 1985 | Joakim Nystrom                           | Andreas Maurer                           | 6-4, 1-6, 7-5, 6-3                       |
| 1986 | Stefan Edberg                            | Roland Stadler                           | 7-5, 4-6, 6-1, 4-6, 6-2                  |
| 1987 | Emilio Sánchez Vicario                   | Ronald Agenor                            | 6-2, 6-3, 7-6                            |
| 1988 | Darren Cahill                            | Jakob Hlasek                             | 6-3, 6-4, 7-6                            |
| 1989 | Carl-Uwe Steeb                           | Magnus Gustafsson                        | 6-7, 3-6, 6-2, 6-4, 6-2                  |
| 1990 | Martín Jaite                             | Sergi Bruguera                           | 6-3, 6-7, 6-2, 6-2                       |
| 1991 | Emilio Sánchez Vicario                   | Sergi Bruguera                           | 6-1, 6-4, 6-4                            |
| 1992 | Sergi Bruguera                           | Francisco Clavet                         | 6-1, 6-4                                 |
| 1993 | Sergi Bruguera                           | Karel Novacek                            | 6-3, 6-4                                 |
| 1994 | Sergi Bruguera                           | Guy Forget                               | 3-6, 7-5, 6-2, 6-1                       |
| 1995 | Yevgeny Kafelnikov                       | Jakob Hlasek                             | 6-3, 6-4, 3-6, 6-3                       |
| 1996 | Albert Costa                             | Félix Mantilla                           | 4-6, 7-6(2), 6-1, 6-0                    |
| 1997 | Félix Mantilla                           | Juan Albert Viloca                       | 6-1, 6-4, 6-4                            |
| 1998 | Àlex Corretja                            | Boris Becker                             | 7-6(5), 7-5, 6-3                         |
| 1999 | Albert Costa                             | Nicolás Lapentti                         | 7-6(4), 6-3, 6-4                         |
| 2000 | Àlex Corretja                            | Mariano Puerta                           | 6-1, 6-3                                 |
| 2001 | Jiri Novak                               | Juan Carlos Ferrero                      | 6-1, 6-7(5), 7-5                         |
| 2002 | Àlex Corretja                            | Gastón Gaudio                            | 6-3, 7-6(3), 7-6(3)                      |
| 2003 | Jiri Novak                               | Roger Federer                            | 5-7, 6-3, 6-3, 1-6, 6-3                  |
| 2004 | Roger Federer                            | Igor Andreev                             | 6-2, 6-3, 5-7, 6-3                       |
| 2005 | Gastón Gaudio                            | Stanislas Wawrinka                       | 6-4, 6-4                                 |
| 2006 | Richard Gasquet                          | Feliciano López                          | 7-6(4), 6-7(3), 6-3, 6-3                 |
| 2007 | Paul-Henri Mathieu                       | Andreas Seppi                            | 6-7(1), 6-4, 7-5                         |
| 2008 | Victor Hanescu                           | Igor Andreev                             | 6-3, 6-4                                 |
| 2009 | Thomaz Bellucci                          | Andreas Beck                             | 6-4, 7-6(2)                              |
| 2010 | Nicolás Almagro                          | Richard Gasquet                          | 7–5, 6–1                                 |
| 2011 | Marcel Granollers                        | Fernando Verdasco                        | 6-4, 3-6, 6-3                            |
| 2012 | Thomaz Bellucci                          | Janko Tipsarević                         | 6-7(2), 6-4, 6-2                         |
| 2013 | Mikhail Youzhny                          | Robin Haase                              | 6-3, 6-4                                 |
| 2014 | Pablo Andujar                            | Juan Mónaco                              | 6-3, 7-5                                 |
| 2015 | Dominic Thiem                            | David Goffin                             | 7-5, 6-2                                 |
| 2016 | Feliciano López                          | Robin Haase                              | 6-4, 7-5                                 |
| 2017 | Fabio Fognini                            | Yannick Hanfmann                         | 6-4, 7-5                                 |
| 2018 | Matteo Berrettini                        | Roberto Bautista                         | 7-6(9), 6-4                              |
| 2019 | Albert Ramos                             | Cedrik-Marcel Stebe                      | 6-3, 6-2                                 |
| 2020 | No disputado por la Pandemia de COVID-19 | No disputado por la Pandemia de COVID-19 | No disputado por la Pandemia de COVID-19 |
| 2021 | Casper Ruud                              | Hugo Gaston                              | 6-3, 6-2                                 |
| 2022 | Casper Ruud                              | Matteo Berrettini                        | 4-6, 7-6(4), 6-2                         |
| 2023 | Pedro Cachín                             | Albert Ramos                             | 3-6, 6-0, 7-5                            |
| 2024 | Matteo Berrettini                        | Quentin Halys                            | 6-3, 6-1                                 |
| 2025 | Aleksandr Búblik                         | Juan Manuel Cerúndolo                    | 6-4, 4-6, 6-3                            |

### Dobles masculino
| Año  | Campeones                                | Subcampeones                             | Resultado                                |
| ---- | ---------------------------------------- | ---------------------------------------- | ---------------------------------------- |
| 1968 | John Newcombe Dennis Ralston             | Mal Anderson Tom Okker                   | 8-10, 12-10, 12-14, 6-3, 6-3             |
| 1969 | Tom Okker Marty Riessen                  | Mal Anderson Roy Emerson                 | 6-1, 6-4                                 |
| 1970 | Cliff Drysdale Roger Taylor              | Tom Okker Marty Riessen                  | 6-2, 6-3, 6-2                            |
| 1971 | John Alexander Phil Dent                 | John Newcombe Tom Okker                  | 5-7, 6-3, 6-4                            |
| 1972 | Andrés Gimeno Antonio Muñoz              | Adriano Panatta Ion Țiriac               | 9-8, 4-6, 6-1, 7-5                       |
| 1973 | No celebrado                             | No celebrado                             | No celebrado                             |
| 1974 | José Higueras Manuel Orantes             | Roy Emerson Thomaz Koch                  | 7-5, 0-6, 6-1, 9-8                       |
| 1975 | Jürgen Fassbender Hans-Jürgen Pohmann    | Colin Dowdeswell Ken Rosewall            | 6-4, 9-7, 6-1                            |
| 1976 | Jürgen Fassbender Hans-Jürgen Pohmann    | Paolo Bertolucci Adriano Panatta         | 7-5, 6-3, 6-3                            |
| 1977 | Jürgen Fassbender Karl Meiler            | Colin Dowdeswell Bob Hewitt              | 6-4, 7-6                                 |
| 1978 | Mark Edmondson Tom Okker                 | Bob Hewitt Kim Warwick                   | 6-4, 1-6, 6-1, 6-4                       |
| 1979 | Mark Edmondson John Marks                | Ion Ţiriac Guillermo Vilas               | 2-6, 6-1, 6-4                            |
| 1980 | Colin Dowdeswell Ismail El Shafei        | Mark Edmondson Kim Warwick               | 6-4, 6-4                                 |
| 1981 | Heinz Günthardt Markus Günthardt         | David Carter Paul Kronk                  | 6-4, 6-1                                 |
| 1982 | Sandy Mayer Ferdi Taygan                 | Heinz Günthardt Markus Günthardt         | 6-2, 6-3                                 |
| 1983 | Pavel Složil Tomáš Šmíd                  | Colin Dowdeswell Wojtek Fibak            | 6-7, 6-4, 6-2                            |
| 1984 | Heinz Günthardt Markus Günthardt         | Givaldo Barbosa João Soares              | 6-4, 3-6, 7-6                            |
| 1985 | Wojtek Fibak Tomáš Šmíd                  | Brad Drewett Mark Edmondson              | 6-7, 6-4, 6-4                            |
| 1986 | Sergio Casal Emilio Sánchez              | Stefan Edberg Joakim Nyström             | 6-3, 3-6, 6-3                            |
| 1987 | Jan Gunnarsson Tomáš Šmíd                | Loïc Courteau Guy Forget                 | 7-6, 6-2                                 |
| 1988 | Petr Korda Milan Šrejber                 | Andrés Gómez Emilio Sánchez              | 7-6, 7-6                                 |
| 1989 | Cassio Motta Todd Witsken                | Petr Korda Milan Šrejber                 | 6-4, 6-3                                 |
| 1990 | Sergio Casal Emilio Sánchez              | Omar Camporese Javier Sánchez            | 6-3, 3-6, 7-5                            |
| 1991 | Gary Muller Dannie Visser                | Guy Forget Jakob Hlasek                  | 7-6, 6-4                                 |
| 1992 | Hendrik Jan Davids Libor Pimek           | Petr Korda Cyril Suk                     | ret.                                     |
| 1993 | Cédric Pioline Marc Rosset               | Hendrik Jan Davids Piet Norval           | 6-3, 3-6, 7-6                            |
| 1994 | Sergio Casal Emilio Sánchez              | Menno Oosting Daniel Vacek               | 7-6, 6-4                                 |
| 1995 | Luis Lobo Javier Sánchez                 | Arnaud Boetsch Marc Rosset               | 6-7, 7-6, 7-6                            |
| 1996 | Jiri Novak Pavel Vízner                  | Trevor Kronemann David Macpherson        | 4-6, 7-6, 7-6                            |
| 1997 | Yevgeny Kafelnikov Daniel Vacek          | Trevor Kronemann David Macpherson        | 4-6, 7-6, 6-3                            |
| 1998 | Gustavo Kuerten Fernando Meligeni        | Daniel Orsanic Cyril Suk                 | 6-4, 7-5                                 |
| 1999 | Donald Johnson Cyril Suk                 | Aleksandar Kitinov Eric Taino            | 7-5, 7-6(4)                              |
| 2000 | Jiri Novak David Rikl                    | Jérôme Golmard Michael Kohlmann          | 3-6, 6-3, 6-4                            |
| 2001 | Roger Federer Marat Safin                | Michael Hill Jeff Tarango                | 0-1, ret.                                |
| 2002 | Joshua Eagle David Rikl                  | Massimo Bertolini Cristian Brandi        | 7-6(5), 6-4                              |
| 2003 | Leander Paes David Rikl                  | Frantisek Cermak Leoš Friedl             | 7-5, 3-6, 7-5                            |
| 2004 | Leander Paes David Rikl                  | Marc Rosset Stanislas Wawrinka           | 6-4, 6-2                                 |
| 2005 | Frantisek Cermak Leoš Friedl             | Michael Kohlmann Rainer Schuettler       | 7-6(7), 7-6(11)                          |
| 2006 | Andrei Pavel Jiri Novak                  | Marco Chiudinelli Jean-Claude Scherrer   | 6-3, 6-1                                 |
| 2007 | Frantisek Cermak Pavel Vízner            | Marc Gicquel Florent Serra               | 7-5, 5-7, [10-7]                         |
| 2008 | Jaroslav Levinsky Filip Polášek          | Stephane Bohli Stanislas Wawrinka        | 6-3, 2-6, [11-9]                         |
| 2009 | Marco Chiudinelli Michael Lammer         | Jaroslav Levinsky Filip Polášek          | 7-5, 6-3                                 |
| 2010 | Johan Brunström Jarkko Nieminen          | Marcelo Melo Bruno Soares                | 6-3, 6-7(4), [11-9]                      |
| 2011 | František Čermák Filip Polášek           | Christopher Kas Alexander Peya           | 6-3, 7-6(9)                              |
| 2012 | Marcel Granollers Marc López             | Robert Farah Santiago Giraldo            | 6-4, 7-6(9)                              |
| 2013 | Jamie Murray John Peers                  | Pablo Andújar Guillermo García-López     | 6-3, 6-4                                 |
| 2014 | Andre Begemann Robin Haase               | Rameez Junaid Michal Mertiňák            | 6-3, 6-4                                 |
| 2015 | Alexander Bury Denis Istomin             | Oliver Marach Aisam-ul-Haq Qureshi       | 3-6, 6-2, [10-5]                         |
| 2016 | Julio Peralta Horacio Zeballos           | Mate Pavić Michael Venus                 | 7-6(2), 6-2                              |
| 2017 | Oliver Marach Philipp Oswald             | Jonathan Eysseric Franko Škugor          | 6-3, 4-6, [10-8]                         |
| 2018 | Matteo Berrettini Daniele Bracciali      | Denys Molchanov Igor Zelenay             | 7-6(2), 7-6(5)                           |
| 2019 | Sander Gillé Joran Vliegen               | Philipp Oswald Filip Polášek             | 6-4, 6-3                                 |
| 2020 | No disputado por la Pandemia de COVID-19 | No disputado por la Pandemia de COVID-19 | No disputado por la Pandemia de COVID-19 |
| 2021 | Marc-Andrea Huesler Dominic Stricker     | Szymon Walków Jan Zieliński              | 6-1, 7-6(7)                              |
| 2022 | Tomislav Brkić Francisco Cabral          | Robin Haase Philipp Oswald               | 6-4, 6-4                                 |
| 2023 | Dominic Stricker Stan Wawrinka           | Marcelo Demoliner Matwé Middelkoop       | 7-6(8), 6-2                              |
| 2024 | Yuki Bhambri Albano Olivetti             | Ugo Humbert Fabrice Martin               | 3-6, 6-3, [10-6]                         |
| 2025 | Francisco Cabral Lucas Miedler           | Hendrik Jebens Albano Olivetti           | 6-7(4), 7-6(4), [10-3]                   |